# Tyska F3-mästerskapet 1998
Tyska F3-mästerskapet 1998 var ett race som vanns av belgaren Bas Leinders.

## Delsegrare
| Bana         | Vinnare           | Vinnare           |
| ------------ | ----------------- | ----------------- |
| Hockenheim   | Bas Leinders      | Bas Leinders      |
| Nürburgring  | Wolf Henzler      | Wolf Henzler      |
| Sachenring   | Bas Leinders      | Bas Leinders      |
| Norisring    | Christijan Albers | Christijan Albers |
| Lahr         | Timo Scheider     | Timo Scheider     |
| Wunstorf     | Thomas Jäger      | Pierre Kaffer     |
| Zweibrücken  | Bas Leinders      | Pierre Kaffer     |
| Salzburgring | Robert Lechner    | Robert Lechner    |
| Oschersleben | Bas Leinders      | Bas Leinders      |
| Nürburgring  | Inget race        | Timo Scheider     |

## Slutställning
| Plats | Förare               | Poäng |
| ----- | -------------------- | ----- |
| 1     | Bas Leinders         | 200   |
| 2     | Robert Lechner       | 179   |
| 3     | Wolf Henzler         | 168   |
| 4     | Pierre Kaffer        | 132   |
| 5     | Christijan Albers    | 120   |
| 6     | Jeffrey van Hooydonk | 112   |
| 7     | Timo Scheider        | 114   |
| 8     | Lucas Luhr           | 90    |